# Kuttajärvi
Kuttajärvi är en sjö i Finland. Den ligger i kommunen Kuopio i landskapet Norra Savolax, i den centrala delen av landet, 300 km norr om huvudstaden Helsingfors. Kuttajärvi ligger 98,1 meter över havet. Den är 22,7 meter djup. Arean är 10,66 kvadratkilometer och strandlinjen är 79,96 kilometer lång. Sjön  ingår i Kymmene älvs huvudavrinningsområde.   I omgivningarna runt Kuttajärvi växer i huvudsak blandskog. Den sträcker sig 6,5 kilometer i nord-sydlig riktning, och 7,6 kilometer i öst-västlig riktning.
I övrigt finns följande i Kuttajärvi:
- Koirasaari (en ö)
- Vuohisaari (en ö)
- Siiranen (en ö)
- Savisaari (en ö)
- Haapasaari (en ö)
- Soisalo (en ö)
- Vainikainen (en ö)
- Lyyvinsaari (en ö)
- Tulisaaret (en ö)
- Tupsunluoto (en ö)
- Viitasaari (en ö)
- Pölkkysaari (en ö)
- Suurenkivensaari (en ö)
- Koukkusaari (en ö)
- Kuttasalo (en ö)
- Jaakonsaaret (en ö)
- Pekansaaret (en ö)
- Ristonsaaret (en ö)
- Selkäsaari (en ö)
- Sikasaaret (en ö)
- Akka-Lokki (en ö)
- Poika-Lokki (en ö)
- Kokkosaaret (en ö)
- Pitkäluoto (en ö)
- Ukko-Lokki (en ö)
- Keihässalo (en ö)
- Mustasaari (en ö)